# Hukovice (zámek, okres Jeseník)
Bývalý zámek Hukovice se nachází v blízkosti kostela Panny Marie ve vesnici Hukovice, části obce Velká Kraš, v okrese Jeseník. Zámek sloužil jako sídlo fojta.

## Historie
Ves Hukovice vznikla patrně v polovině 13. století a za jejím založením stáli vratislavští biskupové. Patrně spolu se vznikem vsi vzniklo i zdejší fojtství, nicméně k povýšení do rytířského statku došlo až na počátku 16. století. K roku 1533 se uvádí první hukovický fojt Jan Heynold, který měl spor se svými nevlastními syny Adamem a Jiřím Wetzingery, kteří spor vyhráli a ve vlastnictví jejich potomků zůstal do roku 1635. Někdy během jejich vlastnictví došlo také k výstavbě dvora s obytnou budovou (zámečkem). V roce 1635 se novým majitelem stal Kryštof Adam, od nějž jej v roce 1649 zakoupil Jiří Hoffman.
Po jeho smrti v roce 1662 docházelo k rychlému střídání majitelů, až v roce 1686 statek připadl Valentinu Stillerovi. Jeho potomci jej drželi do roku 1794 a nechali zpustlý dvůr obnovit. Od toho roku fojtství držel Jan Meyer z Mikulovic a následně Emanuel Schwarz z Vlčic (od roku 1825), Josef Einhard z Janovic (1842) a Robert Michler (1856). V majetku jeho potomků zůstal do roku 1945, kdy jim byl zkonfiskován a postupně připadl zemědělským organizacím, takže došlo ke zpustnutí dvora. Po roce 1989 došlo k privatizaci a k vystřídání několika dalších soukromých majitelů.